# Histoire de l'AS Vita Club
Pour un article plus général, voir AS Vita Club.
L'histoire de l'AS Vita Club, communément appelé le V Club, débute au début du XXe siècle, lorsqu'un groupe mené par Honoré Essabe, Raoul de Souza, Dr André Staub, Ferdinand Essandja, Hardy, Albert Bandele, Gold Coast, Alexis Tshimanga, Jean Mbutu, Ondoka pour créer le FC Renaissance.
La pratique du football tarde à conquérir l'Afrique, et le Congo en particulier. Au début du XXe siècle, le Congo est cependant en plein essor industriel et attire les étrangers, dont le père Raphaël de la Kethulle, est un prêtre missionnaire scheutiste belge, connu sous le sobriquet de Tata Raphaël - «Tata » signifiant papa ». Il crée le club US Léopoldville et le Daring Faucon et en raison de mésententes au sein du groupe Honoré Essabe réunit Raoul de Souza, Dr André Staub (Consultant Général de France), Ferdinand Essandja, Hardy, Albert Bandele, Gold Coast, Alexis Tshimanga, Jean Mbutu, Ondoka pour créer le FC Renaissance. Et par la suite, il devient le premier président du club. Et on choisit comme couleurs du nouveau club le vert et le jaune.
Le club évolue depuis 1994 au Stade des Martyrs, qui remplace l'hisorique Stade Tata Raphaël, inauguré en 1952, les deux enceintes se trouvant à proximité. Le club est présidé par Flory Mapamboli, depuis le 30 août 2021. Il succède à Vicky Ndunga, démissionnaire à la suite d’une forte demande de démission de la part des supporters et de mauvais résultats.
Au début le club a pour siège le No 73 de la rue Usoke Kinshasa ensuite déménage au 61 de la Rue Zongo dans le Quartier Kimbangu III dans la commune de Kinshasa et enfin au début des années 2000 le club s'installe au 1010, Avenue du Tchad à Gombe, l'intendance qui sert de Dojo de judo et lieu d'entraînement des boxeur se trouve au 159A, Avenue Bobozo dans le Quartier Industriel de la commune de Limete.

## Construction sous Honoré Essabe
La pratique du football tarde à conquérir le Congo. Au début du XXe siècle, le Congo est cependant en plein essor industriel et attire les étrangers, dont le père Raphaël de la Kethulle, un prêtre missionnaire scheutiste belge, connu sous le sobriquet de Tata Raphaël - «Tata » signifiant papa ». Il crée le club US Léopoldville et le Daring Faucon, et parmi les membres de son groupe il y a Honoré Essabe, Ferdinand Essandja et beaucoup d'autres qui n'apprécie plus la gestion de Tata Raphaël et décide de créer le FC Renaissance pour signifier la renaissance du football kinois.
L'équipe obtient de bons résultats, que ce soit en championnat de Léopoldville dont la première édition a lieu en 1918, qu'en Coupe du Congo belge, première compétition nationale lancée en 1957. Union de Léopoldville lors de la première édition du championnat de Léopoldville l'année de la création du club, la saison suivante le même club remporte la compétition, les Renais menés par Essabe gagnent à la saison suivante et remportent ainsi leur premier trophée officiel, le club gagne la même compétition l'an suivant. En 1940 sous le nom de l'AS Diables Rouges acquit l'an précédent, le club remporte son troisième championnat de Léopoldville, puis en 1942 le club est rebaptisé en AS Victoria Club suit à ses bons résultats qui s'enchaînent et gagnent le même championnat en 1942, 1946, 1947 et 1950,.
La première équipe était composée de Mariane Makako (capitaine), Balona, Mombenga, Alphonse Kasongo, Louis Djabili.

## Nom de l'équipe et dates clés
1935 : FC Renaissance (bleu et jaune)
1939 : AS Diables Rouges (couleurs rouge et noir)
1942 : AS Victoria Club (couleurs vert et blanc jusqu'en 1946 vert et noir)
1971 : AS Vita Club (sous le vent du recours à l'Authenticité)
17/12/1976 : statut officiel du Club Omnisports : football, basket-ball (féminin), Judo, Boxe.

## Déclin entre les années 1950 et 1960
Le club ne satisfait plus le public car il ne gagne plus mais en 1957 le club gagne le championnat de le nouveau championnat de Léopoldville.
Inscrits à la première édition de la Coupe du Congo belge, ils s'inclinent en finale (5-1) face au Saint Eloi de Lubumbashi, qui donne naissance au FC Saint Éloi Lupopo.
Le club voit sa chute au premier championnat national en 1958. Lors du championnat de Léopoldville le Vita remporte et se qualifie pour le championnat national. Lors de la finale face au Saint Eloi, le club s'incline 5 buts à 1. Durant ce championnat le club a connu beaucoup de difficulté face à des clubs de haut niveau comme l'AS Bilima face à qui il perd 3-0.
Le dimanche 4 janvier 1959 le club rencontre l'AS Mikado dans une rencontre soldée par le score de 3-1 en faveur de Mikado tandis que le meeting de l'ABAKO de Joseph Kasa-Vubu qui devait se dérouler à la place YMCA dans le quartier Renkin est annulé,. La défaite concédée était à l'origine des émeutes qui ont emmené le pays à son indépendance. Bilan du jour 59 morts selon les colons et 120 selon ABAKO,.
En 1966 le club est vice-champion du pays derrière le TP Englebert.

### L'ère Franco Luambo
Malgré leur défaite en finale de la coupe du Congo en 1967, le président Luambo engage le coach Thiago et l'année suivante le club est vice-champion du pays. En 1969 lors de la finale du tournoi quadrangulaire, le club s'incline devant le TP Englebert 6-1 et la même année le club remporta l'AFKIN qui est le seul trophée du club durant cette période.

## Franco Luambo redonne au Victoria sa gloire et la fin des années 1970
Le dimanche 6 décembre 1970, Vita jouait contre le Daring au Stade Tata Raphaël. Tex Mbungu joueur du Daring inscrit 3 buts et Raoult inscrivit le quatrième, menant 4-0. À la reprise, le V club marqua quatre buts et revenait au score grâce à Luyeye, Kibonge, Mayanga et Mayaula qui inscrit le dernier but de la soirée. Et le 10 décembre 1970, l'AFKIN suspend le Vita à cause des jets des pierres faits par les supporteurs en colère alors que le club était mené 4-0. En cette année, le Vita gagne son premier titre national après un report du championnat. En 1971, le club change de nom et devient AS Vita Club suit à la Zaïrianisation. En 1971, le club remporte le Championnat et la Coupe en 1971, 1972, 1973, 1975, 1977.
En 1973, le club dirigé par Franco Luambo et entraîné par Yvon Kalambayi ; bat Mighty Jets par forfait au second tour de la Coupe des clubs champions africains 1973, en quart de finale, le club bat le Stade malien au Mali 3-0 et 4-1 à Kinshasa. En demi-finale aller, le Vita à Kinshasa obtient une victoire 3-0 mais compliquée au retour après une défaite 3-1 face aux Léopards Douala. Le 23 novembre 1973 au Kumasi Sports Stadium, contre l'Asante Kotoko, le match est soldé par un score de 4-2 en faveur des locaux après 90 minutes de jeu. Le 16 décembre 1973, Vita a besoin d'une victoire de 3-0 pour remporter le titre. Le score final du match retour est de 3-0, en résultats cumulés 5-4,,,. 
- Article détaillé : Finale 1973 : Asante Kotoko SC - AS Vita Club

Le 17 décembre 1976, le club prend officiellement le statut de club omnisport, avec pour disciplines, outre le football, le basket-ball, le judo, la boxe, le volley-ball, le handball et également une section de karaté aujourd'hui disparue.
En 1977, le club remporte le championnat national et vient détrôner le TP Mazembe du titre.

## Les années 1980
En 1980, le club gagne le championnat national et commence sa décennie en beauté.
En 1981, Vita bat le CD Primeiro de Agosto au premier tour de la Coupe des champions 5-3, pour ensuite survivre face au Silures Bobo-Dioulasso en battant 1-0 à l'aller et faisant un nul difficile au retour (3-3), le match aller des quarts des finales était facilement gagner sur le Nchanga Rangers 4-1 au retour le club doit défendre durant un match où les actions viennent de n'importe où (0-2), aux demi-finales tous les clubs montrent leur capacité de devenir champion et c'est en match aller que le Vita trouve la victoire 1-0 sur l'AS Kaloum et fait match nul au retour sur un score vierge de 0-0,la finale se joue contre un club qui n'a pas encore perdu depuis le début de la compétition le JE Tizi Ouzou bat le Vita à l'aller 4-0 qui était un score violent et le club kinois n'a pas pu l'encaisser et perd au retour 1-0 qui fait au total 5-0 la plus lourde défaite du club en coupe Afrique,. Et durant cette coupe d'Afrique le meilleur buteur du club était Bobo. Le club gagne la coupe local la même année.
En 1982, le club remporte la coupe national et le Challenge Papa Kalala, le club fait de même la saison suivante.
| Tubilandu (C) Nkanu Mbala Nguatala Mpeti Monguale Mutufuila Mobua Wusu wusu Bobo N'Kama |
| Onze initiale de l'entraîneur Yvon Kalambayi durant la saison 1983-1984                 |
| Tubilandu (C) Nkanu Mbala Nguatala Mpeti Monguale Mutufuila Mobua Wusu wusu Bobo N'Kama |

Le 14 juin 1984, V Club joue contre AC Matonge au Stade Reine Astrid quand Bobo tombe en plein match.Le numéro 13 historique du club a été enterré au Cimetière de Kintambo. Durant cette année le club se contente d'une simple finale en coupe.
Le termine sa décennie en 1988 où il remporte le championnat sur le DC Motema Pembe 1-0 en finale de ceci but de Mongwale à la 62e minute sur penalty.

## Les années de déclin et début des années 2000
Comptant 3 Championnat national en 1993, 1997 et 2003, une coupe du Congo en 2001, 4 EPFKIN en 2001, 2002, 2004 et 2005, et 3 Supercoupe de Kinshasa en 2002, 2005 et 2006

## L'ère Tshisekedi
Le 27 mars 2007, Gabriel Amisi, dit « Tango Four », est placé à la tête du club. Le colonel Emmanuel Tshisekedi s'établit à la tête de la section football.

### 2007-2008
Le comité de direction de V.Club a réalisé un grand coup. Il a rappelé au bercail l’entraîneur Bibey Mutombo. Celui-ci revient d’Afrique du Sud où il dirigeait le staff d’Orlando Pirates. Bibey a donc signé pour une année, un contrat avec la direction de l’AS V. Club. Suivant le vœu du technicien belgo-congolais, il faut d’abord la prospection de nouveaux joueurs avant leur intégration. Ensuite, c’est à Brazzaville, sur l’autre rive du fleuve Congo, que l’équipe ira se mettre au vert pour préparer la saison prochaine.

### 2009-2010
Pour ce qui est du 15e championnat de la Ligue nationale de football (LINAFOOT), il est à déplorer les actes antisportifs, les agressions dont avaient été victimes les membres de la délégation de l’AS V Club à Kisangani lors du match contre Malekesa, au 2e tour, et à Lubumbashi, à l’issue de la rencontre contre Mazembe, au tour final. D’ailleurs, le verdict rendu par cette instance a été des plus fantaisistes pour n’avoir pas respecté le prescrit de l’article 44 alinéa 2 du Code disciplinaire de la FECOFA qui aurait normalement dû motiver sa décision. La Confédération africaine de football (CAF), s’est montrée, pour sa part, partisane dans le dossier de la barbarie perpétrée par les supporters d’Enyimba du Nigeria, le 9 mai 2010 à Aba, en match retour des 8es de finale de la 7e Coupe de la Confédération, sur les membres de la délégation de l’AS V Club, sans se référer aux règlements.
En ce qui concerne le transfert du joueur Issama Mpeko, il a mis quiconque au défi de lui démontrer qu’il l’a eu dans les rangs du DCP. Il a été acquis à titre définitif auprès de la formation de FC Lumière en remplissant toutes les conditions exigées. Il en a été de même du joueur Eale Koko de retour du Gabon. Par contre, le DC Motema Pembe a « détourné » le joueur Rhino Inasawa qui a encore une saison à passer dans l’AS V Club. Pour satisfaire aux caprices de ce joueur, il va falloir d’abord régler le litige de 8.750 $US représentant les transferts de Sunda Pembele et Fuila Carlos, qui évoluent depuis l’année dernière au sein du DCMP, ainsi que le solde de celui de Francis Kabengele pour le compte de la pré-saion.

### L'ère Ibenge
Après l’élimination de l’AS V.Club de Kinshasa, dimanche 8 avril 2012, de la ligue des champions africaine par ASO Chlef d’Algérie (2-3), le général Gabriel Amisi dit Tango Four a démissionné lundi de son poste de président de coordination de l’AS V.Club. Il a déposé sa démission au conseil suprême de V.Club. Cette démission devra ensuite être entérinée ou rejetée par une assemblée générale extraordinaire de ce club. La démission de Tango Fort entraîne tout le comité qu’il dirigeait entre autres le coach Denis Goavec et son staff et est remplacé par Médard Lusadusu Basilwa. Avant d’affronter ASO Chlef, V Club n’a joué que deux matches au championnat de la Vodacom Super League. En première journée, elle a battu SM Sanga Balende (2-1) au stade des Martyrs avant d’étriller TP Molunge (4-1) à Mbandaka. Concernant sa préparation du match retour contre les Algériens d’ASO Chlef, l’équipe de V Club n’a livré qu’un seul match contre AC Foyo de l’Epfkin. Ils avaient été battus par un but à zéro. Au regard de la préparation de V.Club, certains observateurs sportifs estiment que la débâcle de cette équipe est due au manque de compétition,.

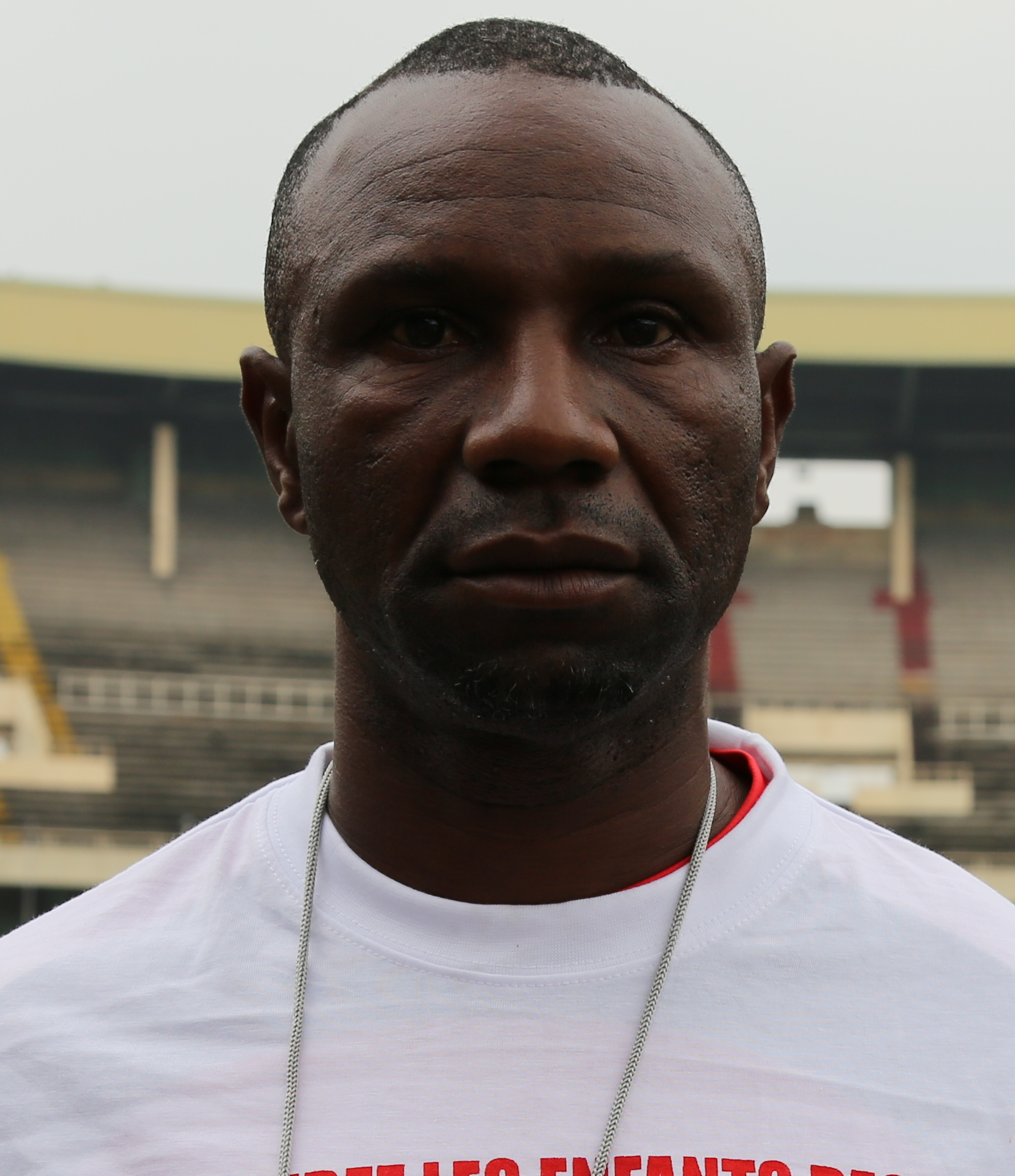
Florent Ibenge, entraîneur entre 2012 et 2021.

En décembre 2012 le club appelle l'entraîneur Florent Ibenge pour améliorer les résultats du club. En cette même année l’AS V Club a terminé le tournoi Coupe Kagame inter-club à la 3e place. Elle a battu l’équipe rwandaise de l’APR le samedi 28 juillet 2012 sur le score de 2-1, en match de classement disputé au stade Benjamin Mkapa, à Dar es-Salaam (Tanzanie). En demi-finale, les Congolais avaient été éliminés par l’équipe tanzanienne d’Azam.
L’AS V Club a ouvert le score à la 19e minute de jeu par Yves Magola, le club kinois a regagné les vestiaires avec cette avance d’un but, douze minutes après la reprise du jeu, Diego Mutumbo bat le gardien rwandais en reprenant un centre du gauche d’Ebunga Simbi. L’équipe rwandaise réduit le score 2 minutes avant la fin du temps réglementaire. Un tir de 25 mètres de Mugiraneza (2-1, 88e), dévié par l’un de ses partenaires, a pris à contre-pied le portier congolais Matadi Mankutima qui a gardé les cages de l’AS V. Club en l’absence de Nelson Lukong, suspendu après avoir écopé de deux cartons jaunes, la 38e édition de la coupe de la CECAFA qui s’est déroulée du 14 au 28 juillet a été remportée par Young Africans qui a battu Azam sur le score de 2-0.
Voici les résultats de V. Club au cours de ce tournoi :
- V.Club-Port de D'jibouti (7-0)
- V.Club-URA FC/Ouganda (1-3)
- V.Club-Simba/Tanzanie (1-1)
- V.Club- Athletico Olympic/Burundi (2-1)
- V.Club- Azam/Tanzanie (1-2)
- V.Club- APR/Rwanda (2-1)[26]

#### 2013-2015
« L’assemblée s’est prononcée pour qu’on quitte le statut d’ASBL pour une société à objet sportif », annonçait Patrick Banishayi, Secrétaire général de l'équipe, le 19 juin 2014, au cours de l’assemblée générale ordinaire du club tenue à Kinshasa. « Le comité a déjà préparé les statuts. Nous pensons que dans un bref délai, la société AS V. Club va voir le jour et nous venons d’enregistrer le nom Association Sportive Victoria Club (AS V. Club) pour qu’il devienne une marque déposée. De même que le logo en vert avec le dauphin noir au milieu », a encore dit Patrick Banishayi.
Passer du statut de l’ASBL à la SAOS implique un certain nombre de réformes à engager dans l’organisation de cette formation sportive. Créé en 1935, Vita club a toujours fonctionné comme une ASBL, malgré sa popularité. C’est un statut vieux de 79 ans avec lequel les dirigeants actuels semblent bien
| - Denis Kambayi avant un match de football féminin |

décidés de rompre, sans attendre. Mais il faudra aussi rompre avec de vieilles habitudes. Le club a mis sur pied une commission chargée de la réforme des structures et d’identification des supporters. Les ‘’Moscovites’’ (dénomination des supporters de ce club), n’ont jamais été identifiés. « Le vieux club de 1935 n’a jamais identifié ses supporters. Il n’a commencé à le faire qu’il y a une année. Nous disons à ceux qui soutiennent V. Club qu’ils s’appellent abusivement supporters. Un supporter n’est pas un fanatique, ni un applaudisseur », indique Denis Kambayi qui dirige la commission des supporteurs. Connaître le nombre de supporters est important pour le développement du club. Denis Kambayi souligne que « tout celui qui veut être appelé supporter doit contribuer pour son équipe ».

##### Faire face aux conservateurs
Réformer, c’est aussi gérer la marque du club, contrefait jusque-là par quiconque veut. « Toute personne qui oserait contrefaire le logo ou le nom de V. Club sera sanctionnée, car beaucoup de gens se sont enrichis derrière le dos de l’équipe sans que celle-ci en bénéficie », averti Banishayi. Et d’annoncer que très bientôt, le club va disposer des boutiques et magasins de vente de ses équipements. Cela qui serait une source de revenu supplémentaire que l’équipe n’a jamais utilisée.

##### Identification des fans
Les réformateurs devront également faire face aux groupes de conservateurs, appelés « fondateurs ». Ils existent dans des grands clubs du pays, cherchant souvent à avoir droit au chapitre. À ce point, Denis Kambayi prévient : « Il y a une dizaine d’années, les supporters pouvaient se réunir et organiser une marche et chasser des dirigeants. Avec la société, cela devra changer. Si vous ne donnez pas de l’argent, vous n’avez pas droit à la parole ». Il reconnait que « ce n’est pas facile pour quelqu’un qui a par exemple 79 ans de nous comprendre. Ils disent que V. Club a toujours été comme ça (…) ».
Daring Club Motema Pembe (DCMP), club rival de V. Club à Kinshasa, est aujourd’hui divisé en deux, essentiellement en raison de la question de sa transformation en société. Le club a revêtu le statut de SPRL depuis 2012, mais n’arrive toujours pas à s’y conformer à cause des querelles intestines entre pro-société et anti-société.
En RDC, seul le Tout Puissant Mazembe de Lubumbashi évolue depuis 2010, comme société. Cela marche pour le moment parce que le club bénéficie du soutien financier de Moïse Katumbi, son président et actionnaire majoritaire avec 60 % des parts. La société Mining Compagny Katanga, sponsor principal, participe à hauteur de 10 % au budget du club. Dans la liste de sponsors, s’ajoute aussi la société minière Tenke Fungurume Mining.

#### départ de Gabriel Amisi
Dans l’ensemble, en phase de groupes et au play off, 38 matches ont été livrés pour 29 victoires contre 4 défaites et 5 nuls, 83 buts inscrits contre 14 encaissés. L’avant-centre Jean-Marc Makusu Mundele est le meilleur des artilleurs de la compétition avec 24 buts obtenus, suivi de Chadrack Muzungu Lukombe 6 buts. L’arrière latéral gauche Glody Ngonda Muzinga a été plébiscité meilleur joueur de la saison, tandis que Jésus Moloko Ducapel révélation de l’année. De son côté, Emmanuel Christian Ngudikama s’est vu décerner une mention spéciale pour son rendement en force après deux années de suspension par la CAF.
Au niveau continental, le deuxième objectif de remporter l’un des trophées interclubs de la CAF n’est pas du tout compromis, l’AS Vita Club a su se relever de son élimination en 16es de finale de la 22e Ligue des champions en rebondissant de la meilleure manière dans la 15e Coupe de la Confédération où elle a été déversée après un passage obligé en barrage, de telle sorte qu’elle arrive jusqu'en finale.
Il est à signaler, par ailleurs, des membres de l’AS Vita Club, dirigeants et sympathisants, sont morts au cours de la saison sportive 2017-2018 notamment de Jean Mayele Matumona du Conseil Suprême, Major Mayamba, Innocent Badidi, Bogano, Mavins, etc..
Le 28 mai 2020 c'est désormais officiel le Général Amisi à déposer sa démission au conseil suprême du club. Selon Dr Noha, qui est chargé de pouvoir annoncer cette nouvelle, le Général a besoin de prendre un peu du repos puisqu’il a aussi des responsabilités au pays.

#### Objectif Afrique
L'Association sportive Vita Club s’est qualifiée pour la finale de la Coupe de la Confédération (C3) 2018, la deuxième coupe d’Afrique des clubs de football, en battant Al Masry Club 4-0 en demi-finale retour du tournoi, le 24 octobre 2018 à Kinshasa. La formation congolaise a marqué grâce aux attaquants Eddy Ngoyi Emomo (6e, 39e), Makusu Mundele (75e) et Mukoko Batezadio (90e+3). Les Egyptiens ont brièvement refusé de reprendre la partie après le troisième but de V Club. À l’aller, les Kinois avaient tenu en échec les joueurs de Port-Saïd. En finale, les « Dauphins noirs » affronteront le Raja Casablanca (Maroc). L'AS Vita s'incline à l'aller 3-0 avant de gagner au retour 3-1,.

### Départ d'Ibenge, nouveau déclin
Le 10 septembre 2021, Dominique Yves Cionci fait son arrivée au sein du club vert et noir où il est à la tête durant 8 matchs il en gagne 4 fait 2 nuls et perd 2 matchs il dépose sa démission lors de l'élimination du club en Coupe de la confédération 2021-2022 et laisse la place à Raoul Shungu,.
Raoul termine la saison 2021-2022 2e du championnat et se met à la tête du championnat lors de la saison 2022-2023.

### Arrivée des turcs
En janvier 2024, la société turc de construction Milvest devient partenaire principale du club. il place Amadou Diaby à la tête du club omnisport et reconduit Flory Mapamboli à la tête du club de football,.
Durant cette saison le club est instable et se qualifie de justesse pour jouer les play-offs. Malheureusement le club ne se positionne pas assez bien pour avoir une place en compétition interclub d'afrique et est obligé de jouer la coupe pour tanter de gagner une place pour la coupe de la confédération.
Lors de son premier match en coupe il rencontre l'AS Fandja et gagne 2 but à 0 but d'Elie Mpanzu à la 63e et Franck Matemba à la 83e minute, l'étape suivante c'est face au FC Tempête qu'ils élimine avec le score de 4-0 but d'Héritier Imana à la 51e minute, Jonathan Kika à la 81e, Elie Mpanzu à la 88e et Prince Elenga à la 89e minute. Lors des quarts de finale Vita est face à Nouvelle Vie Bomoko FC et remporte le match par 6 buts à 1 (Jonathan Ikangalombo à la 6e, il sera suivi par Prince Elenga à la 9e, Jonathan Ikangalombo inscrit un doublé à la 21e, Elie Panzu inscrit le quatrième but à la 34e, Franck Matemba pour le cinquième à la 56e et Platini Mpiana conclu à la 81e minute. L’unique réalisation de Nouvelle Vie est l’œuvre de Paku Bueya à la 16e minute. En demi finale, face au FC Tshikas, Héritier Imana ouvre le score pour les moscovites à la 30e minute de jeu avant que Junior Ngoma corse l'addition juste après le retour des vestiaires. Tshilengi Kasalu réduit le score pour Tshikas à la 81e minute de jeu, et le score ne bougera pas jusqu'au coup de sifflet final. En finale, l'unique but est inscrit par Jonathan Ikangalombo à la 45+1e minute à la suite d'une mauvaise relance du gardien et le club remporte la compétition 23 ans après son dernier sacre.